# Arlecchino (opera)
Arlecchino, oder Die Fenster (Arlecchino, o le finestre, BV 270) è un'opera in un atto con dialogo parlato di Ferruccio Busoni, con libretto in tedesco, composta nel 1913. Completò la musica per l'opera mentre viveva a Zurigo nel 1916. È un'opera a numeri scritta in stile neoclassico e include allusioni ironiche a convenzioni e situazioni operistiche tipiche della fine del Settecento e del primo Ottocento. Include anche una parodia di un duello.

## Esecuzioni
La prima rappresentazione fu l'11 maggio 1917 all'Opernhaus di Zurigo. Anche l'opera in due atti Turandot di Busoni fu eseguita nel programma come parte di un doppio cartellone.
La prima rappresentazione in teatro britannica di Arlecchino fu nel 1954 al Festival di Glyndebourne. Edward Clark aveva però già prodotto una versione da concerto a Londra nel 1939.

## Storia
L'opera è in quattro movimenti con una corrispondente rappresentazione di Arlecchino in ciascuno di essi:
I. Arlecchino nei panni del Mariolo (Allegro molto)
II. Arlecchino nei panni del Guerriero (Allegro assai, ma marziale)
III. Arlecchino nei panni del Marito (Tempo di minuetto sostenuto)
IV. Arlecchino nei panni del Conquistatore (Allegretto sostenuto)
I ruoli in Arlecchino sono derivati dalla commedia dell'arte italiana. È insolito, in quanto il ruolo di Arlecchino come protagonista è essenzialmente un ruolo parlato. Il compositore ha affermato che Arlecchino "tende all'ambiguità e all'iperbole per porre momentaneamente l'ascoltatore in una posizione di lieve dubbio". Ronald Stevenson l'ha descritta come un "anti-opera" e una "satira contro la guerra".
Guido Gatti ha commentato che l'opera stessa illustra le particolari idee di Busoni sull'opera, come non raffigurante "eventi realistici" e anche che non fa uso della musica in modo continuo, ma invece quando è necessario e che le parole da sole non sono sufficienti a trasmettere le idee del testo. Larry Sitsky descrive la musica come "strettamente integrata" e "in gran parte basata sulla 'fila' [di toni] che appare come una fanfara all'inizio dell'opera". Ed Henry Cowell ha definito questa composizione come "l'unica opera a tradire la conoscenza del primo stile di Schönberg prima di Wozzeck".
Poiché Arlecchino era troppo breve per l'intrattenimento di un'intera serata, Busoni compose la sua opera in due atti Turandot per servire come opera di accompagnamento.

## Ruoli
| Ruolo                                               | Registro voce | Cast della prima, 11 maggio 1917 (Direttore: Ferruccio Busoni) |
| --------------------------------------------------- | ------------- | -------------------------------------------------------------- |
| Ser Matteo del Sarto, mastro sarto                  | baritono      | Wilhelm Bockholt                                               |
| Abbate Cospicuo                                     | baritono      | Augustus Milner                                                |
| Doctor Bombasto                                     | basso         | Henrich Kuhn                                                   |
| Arlecchino                                          | parlato       | Alexander Moissi                                               |
| Leandro, cavaliere                                  | tenore        | Eduard Grunert                                                 |
| Annunziata, Moglie di Matteo                        | silenziosa    | Ilse Ewaldt                                                    |
| Colombina, Moglie di Arlecchino                     | mezzosoprano  | Käthe Wenck                                                    |
| Due poliziotti                                      | silenziosi    | Alfons Gorski, Karl Hermann                                    |
| Silenziosi: carrettiere, gente alla finestra, asino |               |                                                                |

## Strumentazione
Orchestra: 2 flauti (entrambi anche ottavino), 2 oboi (2° anche corno inglese), 2 clarinetti (2° anche clarinetto basso in do), 2 fagotti (2° anche controfagotto); 3 corni, 2 trombe, 3 tromboni; timpani, 3 percussioni (glockenspiel, triangolo, tamburello, tamburo militare, grancassa, cembali, tam-tam, celesta); archi (8 violini I, 8 violini II, 6 viole, 6 violoncelli, 6 contrabbassi).
Musica di scena: 2 trombe, timpani.

## Trama
L'opera, che è in un atto, consiste in un prologo e quattro movimenti. Si svolge a Bergamo, in Italia, intorno al XVIII secolo.

### Prologo
Arlecchino, in maschera e costume variegato, appare davanti al sipario al suono di una fanfara e pronuncia un breve discorso sull'azione che segue.
Il sipario si alza per rivelare una strada tortuosa e collinare nella città alta. È appena prima di sera. La porta della casa di Matteo è davanti a sinistra; l'entrata e l'insegna di un'osteria sono più avanti lungo la strada, in alto a destra.

### Primo movimento: Arlecchino il Mariolo
1. Introduzione, Scena e Arietta. Ser Matteo, il sarto, siede davanti a casa sua cucendo e leggendo in silenzio. Si anima e comincia a leggere ad alta voce in italiano la storia dell'amore illecito di Paolo e Francesca dal Quinto Canto dell'Inferno di Dante. Ironia della sorte, attraverso una finestra in alto, si vede Arlecchino fare l'amore con la bella e giovane moglie di Matteo, Annunziata. Matteo pensa a Don Juan mentre contempla la prospettiva che i due innamorati vengano condannati all'inferno e l'orchestra cita dolcemente la "Aria dello champagne" del Don Giovanni di Mozart. Concludendo con Annunziata, Arlecchino balza dalla finestra, atterrando davanti a Matteo e recita il verso successivo di Dante: Quel giorno più non vi leggemmo avante ("Quel giorno non abbiamo più letto"). Dice subito al sarto confuso che la guerra è scoppiata e che i barbari sono alle porte. Afferrando le forbici del sarto per issare il cappotto come uno stendardo, Arlecchino estrae la chiave di casa da una tasca e, spingendo Matteo dentro, chiude a chiave la porta. Subito dopo la sua partenza, da fuori scena, lo sentiamo cantare un esteso e provocatorio "la-la-le-ra!"
2. Duetto. L'abate e il dottore vengono a passeggiare lungo la strada davanti alla casa. Sono immersi nella conversazione su questioni "professionali". Ad una serie di dichiarazioni oltraggiose, l'orchestra fornisce un accompagnamento costituito da una serie di variazioni su un piacevole tema mozartiano. Abbate Conspicuo, accorgendosi di trovarsi davanti alla bella casa dell'Annunziata, che però è tutta chiusa, chiama più volte Matteo ma non riceve risposta. Infine Matteo con cautela apre parzialmente la finestra per accertarne l'identità.
3. Trio. Rassicurato, Matteo svela la sinistra notizia della guerra e dell'imminente arrivo dei barbari. Segue il panico. L'abate recita i nomi delle sue dieci figlie, timoroso della loro sorte. Das gibt zu denken ("Questo ti fa pensare"), dice il medico. Fermandosi un attimo a riflettere, il medico e l'abate si offrono di informare il sindaco. Partiti per la loro commissione, presto vagano nella vicina locanda per cogitare davanti a un bicchiere di Chianti.

### Secondo movimento: Arlecchino il Guerriero
4. Marcia e Scena. In compagnia di due poliziotti (sbirri) Arlecchino torna in abiti militari e informa Matteo di essere stato chiamato e che ha tre minuti per rimettere in ordine la sua casa. Mentre era via Arlecchino ha fatto una copia della chiave, e di nascosto restituisce l'originale. Il sarto sbalordito si presenta in una ridicola divisa improvvisata, chiede e riceve il permesso di portare con sé il suo amato Dante, e si allontana mestamente accompagnato dai due poliziotti. [Questo pezzo evoca un triste evento della storia italiana. Nel 1499 i francesi conquistarono Milano e imprigionarono il capo della città, Ludovico Sforza (che era anche un intimo amico di Leonardo da Vinci). Gli fu concesso un libro: La divina Commedia di Dante.]

### Terzo movimento: Arlecchino il Marito
5a. Scena e Aria. Con costernazione di Arlecchino, la moglie Colombina appare proprio mentre sta cercando di usare la sua nuova chiave per aprire la casa di Matteo. Non riconoscendolo inizialmente, chiede al presunto Capitano di proteggerla come moglie abbandonata. Mentre lui si volta per affrontarla, lei si rende conto all'improvviso che il "Capitano" è in realtà Arlecchino e inizia a rimproverarlo per la sua infedeltà, soffermandosi solo per inciprirsi il viso. In risposta Arlecchino pronuncia un breve discorso sulle sue opinioni sul matrimonio e la fedeltà: Die Treue, Madame, ist ein Laster, das meiner Ehrsamkeit nicht ansteht. - "La fedeltà, signora, è un vizio che non si applica alla mia rispettabilità."
5b. Arietta. Arlecchino conclude chiedendo a Colombina come ella dorma. Colombina cambia tono. Cantando alternando 3/4 e 2/4, tenta di adulare Arlecchino, descrivendo come altre donne invidiano la sua posizione di moglie. Poi canta le proprie virtù di moglie: sa ballare, cantare e suonare il tamburello. Mentre Colombina gli si accoccola, Arlecchino, non ingannato dal suo stratagemma, dice: O Colombina, siehst du jenen Stern? - "Oh Colombina, vedi quella stella laggiù?" Mentre Colombina guarda il cielo notturno, egli scappa velocemente.
6. Scena per due, poi tre personaggi. Si sente la dolce voce di tenore del cavalier Leandro che canta una romanza: Mit dem Schwerte, mit der Laute, zieht des Wegs der Trovador ("Con la spada, con il liuto, vaga il trovador"). Appare presto, con il suo liuto e la spada e con indosso un copricapo di piume. Né magro né giovane, è un tipico tenore operistico italiano. Colombina riprende il ruolo della donna abbandonata e Leandro si lancia in una classica aria di vendetta italiana (Contro l'empio traditore la vendetta compierò). Alla fine si volta e si inchina sorridendo al pubblico.
Colombina, invece, è scettica e si atteggia a Elsa di Brabante (Könnt' ich jemals einem Manne noch trauen! - "Potrei mai più fidarmi di un uomo!") E Leandro assume il ruolo di Lohengrin. L'orchestra accompagna con una parodia wagneriana: tremolandi d'archi, densi accordi nei legni e inutili ritmi di fanfara. Segue una parodia del bel canto (Venus sieht auf uns hernieder - "Venere ci guarda dall'alto in basso") completa di portamento e stretta finale. Secondo Beaumont, il "prototipo della stretta sta da qualche parte tra Cimarosa, Mozart o Rossini ma il suo linguaggio armonico, con bruschi cambi di chiave e cromatismi simmetrici, è puro Busoni".
Arlecchino, di nuovo nel suo costume multicolore, ha osservato Colombina e Leandro attraverso il suo occhialino. Ora balza avanti, congratulandosi con Colombina per essersi educata nella sua scuola, e l'accompagna alla locanda. Ritornato da Leandro, lo sfida a duello, lo abbatte e scompare in casa di Matteo.

### Quarto movimento: Arlecchino il Vincitore
Scivola da un tubo di scarico, apre la porta, abbraccia Annunziata in attesa, e i due lasciano il palco.7. Scena, Quartetto e Melodrama. Dalla locanda escono Colombina, Abbate e Dottore. I due uomini inciampano e urtano Leandro che giace sulla strada. Il Dottore dichiara il corpo morto. Colombina si lamenta e si getta sul prostrato Leandro, ma presto si rende conto che è vivo. Il dottore contesta la sua diagnosi, ma Abbate dichiara una risurrezione. Molte facce erano apparse alle finestre delle case vicine dopo tutto il trambusto, ma quando Abbate chiede aiuto, scompaiono e le finestre si chiudono. Un carretto di asini e un carrettiere compaiono da dietro l'angolo, così decidono di mettere Leandro sul carro. Mentre Abbate chiede una preghiera, Leandro rinasce e si unisce alla realizzazione di un quartetto e di una parodia suggestiva di Rigoletto.
Finalmente, mentre caricano Leandro sul carro e il triste gruppetto lascia il palco diretto all'ospedale, Arlecchino si affaccia alla finestra della soffitta della casa di Matteo e li saluta. Salendo sul tetto dichiara estasiato:
Il mondo è aperto!

La terra è giovane!

L'amore è libero!

Voi Arlecchini!»
Die Welt ist offen!

Die Erde ist jung!

Die Liebe is frei!

Ihr Halekins!»
Scivola da un tubo di scarico, apre la porta, abbraccia Annunziata in attesa, e i due lasciano il palco.
8. Monologo. Matteo ritorna ed entra in casa. Appare alla finestra con una lampada in una mano e un pezzo di carta nell'altra, che legge ad alta voce. È un biglietto di Annunziata che afferma di essere andata ai Vespri e che presto tornerà. Matteo esce dalla casa con la lampada e il suo Dante, e riprende a cucire sul posto di lavoro, in attesa del suo ritorno. Un sipario si abbassa lentamente e due trombettieri in divisa da teatro tradizionale prendono posizione a destra ed a sinistra.
9. Processione e Danza. (Finale.) In processione gli altri personaggi, Leandro e Colombina, Dottore e Abbate, l'asino e il carro, i due poliziotti, e infine Arlecchino e Annunziata, attraversano il palco e si inchinano al pubblico. Arlecchino si toglie la maschera e si rivolge al pubblico, spiegando la nuova disposizione delle coppie, che durerà "finché non succederà qualcosa di nuovo?" Lui e Annunziata si uniscono a un ballo mentre escono dal palco. Si alza il sipario e si vede Matteo, che ancora legge e aspetta.

## Registrazioni

### Busoni:Arlecchino&Turandot
- Coro e Orchestra dell'Opéra de Lyon[21][22]
- Direttore: Kent Nagano
- Cantanti principali: Ernst Theo Richter (Arlecchino); Susanne Mentzer (Colombina); Thomas Mohr (Ser Matteo del Sarto); Wolfgang Holzmair (Abbate Cospicuo); Philippe Huttenlocher (Dottor Bombasto); Stefan Dahlberg (Leandro)
- Etichetta: Virgin Classics VCD7 59313-2  (2 CDs)

### Busoni:Arlecchino
- Berlin Radio Symphony Orchestra
- Direttore: Gerd Albrecht
- Cantanti principali: Peter Matič (Arlecchino, parlato)/Robert Wörle (Arlecchino, cantato); René Pape (Ser Matteo del Sarto); Siegfried Lorenz (Abbate Cospicuo); Peter Lika (Dottor Bombasto); Robert Wörle (Leandro); Marcia Bellamy (Colombina, cantato)/Katharina Koschny (Colombina, parlato)
- Etichetta: Capriccio 60 038-1  (1 CD)